# Egisto Pandolfini
Egisto Pandolfini   (Lastra a Signa, 19 de febrer de 1926 - Lastra a Signa, 29 de gener de 2019) fou un futbolista italià de les dècades de 1940 i 1950.

## Trajectòria
Pel que fa a clubs, jugà 12 temporades, 316 partits i 75 gols, a la Serie A amb els equips ACF Fiorentina, AS Roma, FC Internazionale Milano i SPAL 1907. Amb la selecció catalana jugà 21 partits en els quals marcà 9 gols. Disputà dos Mundials (1950 i 1954) i dos Jocs Olímpics (1948 i 1952).